# Smučarski teki na Zimskih olimpijskih igrah 1948
Smučarski teki na Zimskih olimpijskih igrah 1948.

## Dobitniki medalj
| Tekma           | Zlato                                                                     | Srebro                                                                     | Bron                                                                |
| 18 km           | Martin Lundström                                                          | Nils Östensson                                                             | Gunnar Eriksson                                                     |
| 50 km           | Nils Karlsson                                                             | Harald Eriksson                                                            | Benjamin Vanninen                                                   |
| 4x10 km štafeta | Švedska · Gunnar Eriksson · Martin Lundström · Nils Östensson · Nils Täpp | Finska · August Kiuru · Teuvo Laukkanen · Sauli Rytky · Lauri Silvennoinen | Norveška · Erling Evensen · Olav Hagen · Reidar Nyborg · Olav Økern |